# Dioxopipérazine

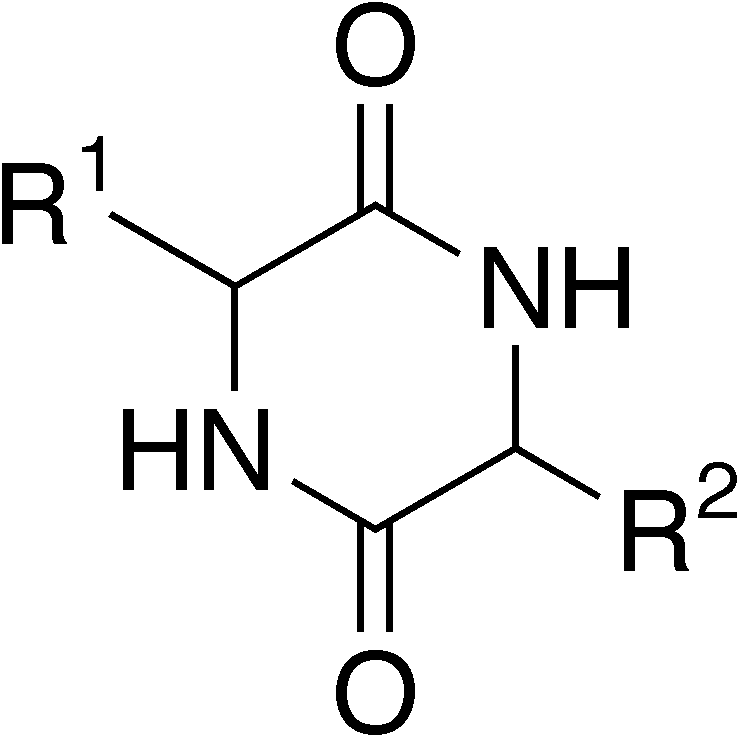
Structure générale des dioxopipérazines.

Les dioxopipérazines aussi appelées dicétopipérazines sont une famille de composés chimiques, incluant un noyau pipérazine et deux fonctions cétone, généralement en opposition.
Les dicétopipérazines peuvent être le résultat d'une cyclisation de dipeptides (molécule constituée de deux acides aminés). 
C'est par exemple le cas avec l'aspartame qui est la combinaison de l'acide aspartique (asp) et de la phénylalanine (phe), cette dernière étant estérifiée par du méthanol. Lors de la dégradation de l'aspartame, la perte du méthanol libère la fonction acide carboxylique qui peut réagir avec la fonction amine. Un cycle à 6 atomes se forme alors qui est une dicétopipérazine. En effet, l'aspartame, en milieu basique, perd un des protons de sa fonction amine, ce qui permet, par une réaction intramoléculaire sur une des deux fonctions carboxylique, de cycliser la molécule. Le mécanisme est du type addition - élimination et se produit spontanément à des températures supérieures à 190 °C. La dicétopipérazine est par exemple utilisée en chromatographie.